# René Marcelin
Pour les articles homonymes, voir Marcelin.
René Marcelin (12 juin 1885 à Gagny - 24 septembre 1914 à Beaumont-en-Verdunois) est un physico-chimiste français qui est mort jeune durant la Première Guerre mondiale. Étudiant de Jean Baptiste Perrin à la Faculté des Sciences à Paris, il effectue des études théoriques dans le domaine de la cinétique chimique,.

## Travaux
René Marcelin a développé la première étude théorique de la vitesse des réactions chimiques qui dépasse une description empirique simple. Il démontre que l'expression de la constante de vitesse selon la loi d'Arrhenius exige l'implication de deux quantités : l'énergie d'activation et l'entropie d'activation. En 1910, René Marcelin introduit la notion de l'énergie de Gibbs standard d'activation.
En 1912, il considère le progrès d'une réaction chimique comme le mouvement d'un point à l'espace des phases. À l'aide des méthodes de la mécanique statistique de Gibbs, il obtient une expression semblable qu'il avait déjà obtenu par les méthodes de la thermodynamique,. Il propose que le progrès d'une réaction chimique peut être décrit comme un point dans une surface d'énergie potentielle avec comme coordonnées les quantités de mouvement atomiques et les distances.
À sa thèse doctorale qu'il soutient en 1914, il développe une théorie générale des vitesses absolues de réaction à l'aide des notions d'origine thermodynamique ainsi que cinétique.
Il décrit les phénomènes qui dépendent de l'activation comme le mouvement des points représentatifs dans l'espace.
Sa Contribution à l'étude de la cinétique physico-chimique publié peu après son décès, décrit une réaction chimique entre N espèces atomiques dans un espace des phases de 2N dimensions, et emploie la mécanique statistique pour obtenir formellement le facteur pré-exponentiel qui multiplie l'exponentielle qui contient l'énergie libre de Gibbs d'activation. Les fondements de sa théorie étaient satisfaisants, mais René Marcelin n'a pas pu évaluer les intégrales dans ses équations, dont la résolution n'était pas possible à l'époque.
René Marcellin développe aussi le calcul des propriétés de transfert aux systèmes qui sont décrits par la mécanique hamiltonienne. Ses résultats sont publiés après son décès par son frère André en 1918.